# Sonate pour violon et piano no 1 de Beethoven
Pour les articles homonymes, voir Sonate pour violon et piano.
La Sonate pour violon en ré majeur, opus 12 no 1, de Ludwig van Beethoven, est la première des dix sonates pour violon et piano. Elle a été composée entre 1797 et 1798 et publiée en 1799. Beethoven la dédia avec les deux suivantes (son op. 12) à son maître Antonio Salieri.
Composée à l'époque de la Sonate pathétique, cette sonate fut accueillie sévèrement par la critique de l'époque qui n'y vit qu'un « amas de choses savantes et sans méthode ». Cette critique est d'une sévérité extrême pour une œuvre limpide, nullement révolutionnaire et composé dans un style purement mozartien.
Elle comporte trois mouvements :
1. Allegro con brio (en ré majeur, à )
2. Tema con variazioni. Andante con moto (en la majeur, à 
, quatre variations)
3. Rondo. Allegro (en ré majeur, à 
)

Son exécution demande un peu moins de vingt minutes.